# اللغة الرومنية
اللغة الرومنية (بالرومنية: romani čhib، وتُلفظ: /ˈrɒməni, ˈroʊ-/) هي أي واحدة من اللغات العديدة التي يتحدثها شعب الرّوما (الغجر) والمنتمية إلى فرع اللغات الهندوآرية من عائلة اللغات الهندوأوروبية. ووفقاً لإثنولوج فثمة سبعة أشكال من الرومنية أصبحت مُتباعدة لغوياً كفايةً حتى يمكن اعتبارها لغات بحد ذاتها. وأكبر هذه اللغات اللغة الفلاكسية (يتحدثها حوالي 500,000 نسمة)، والرومنية البلقانية (يتحدثها حوالي 600,000 نسمة)، والرومنية السينتية (يتحدثها حوالي 300,000 نسمة). تتحدث بعض تجمعات شعب الرّوما (الغجر) لغات مختلطة مستمدة من اللغات المحلية للبلد الذين يعيشون فيه ولكنهم يظلون يستعملون الكثير من المفردات المشتقة من الرومنية ويُطلق علماء اللغويات على هذه اسم المُتنوِّعات شبه الرومنية ولا يُسمونها باللهجات. يوجد تقارب لغوي بين اللغة الرومنية ولغات منطقة شمال الهند.
قد تكون الاختلافات والفروق بين المُتنوِّعات (الأشكال) العديدة للغة الرومنية كبيرة لدرجة الاختلافات التي قد تُلاحظ بين اللغات السلافية على سبيل المثال.

## التوزع الجغرافي
اللغة الرومنية هي اللغة الهندوآرية الوحيدة المنتشرة فقط على وجه الحصر في أوروبا (باستثناء متحدثيها من المهاجرين الذين يتحدثونها خارج القارة).
يوجد في رومانيا المناطق التي تتركز بها أكبر أعداد من متحدثي اللغة الرومنية. ولكن لا يوجد إحصائيات موثوقة لتحديد الأعداد الدقيقة لمتحدثي الرومنية، ولكنها لربما قد تكون فعلياً أكبر لغة أقلية في الاتحاد الأوروبي.

## علم وظائف الأصوات
لا يختلف نظام أصوات اللغة الرومنية كثيراً عن أنظمة أصوات اللغات الأوروبيَّة. أكثر سماته الملحوظة هو وجود التباين الثلاثي ما بين الانفجاريّات المجهورة وغير المجهورة والانفجارية النفسية: p t k č, b d g dž, ph th kh čh, ووجود صوت رأرأة ثاني في بعض اللهجات ř ينطق كصوت راء لهويَّة [ʀ] أو صوت راء طويلة مكررة [r:] أو صوت راء مُثنيَّة [ɽ] أو صوت [ɻ].
يشير ما يلي إلى دليل الأصوات الأساسي للغة. لا توجد الفونيمات (الوحدات الصوتيَّة المُميِّزَة) الموضوعة بين قوسين إلَّا في بعض اللهجات:
|                   | شفوية | شفوية | لثوية | لثوية | لثوية خلفية /حنكية | لثوية خلفية /حنكية | طبقية | طبقية | حنجرية | حنجرية |
| ----------------- | ----- | ----- | ----- | ----- | ------------------ | ------------------ | ----- | ----- | ------ | ------ |
| أنفية             |       | ‎m‏     |       | ‎n‏     |                    |                    |       |       |        |        |
| انفجارية          | ‎p‏ ‎pʰ‏  | ‎b‏     | ‎t‏ ‎tʰ‏  | ‎d‏     |                    |                    | ‎k‏ ‎kʰ‏  | ‎ɡ‏     |        |        |
| انفجارية احتكاكية |       |       | ‎ts‏    |       | ‎tʃ‏ ‎tʃʰ‏             | ‎dʒ‏                 |       |       |        |        |
| احتكاكية          | ‎f‏     | ‎v‏     | ‎s‏     | ‎z‏     | ‎ʃ‏                  | (‎ʒ‏)                | ‎x‏     |       | ‎h‏      |        |
| شبه صامتة         |       |       |       | ‎l‏     |                    | ‎j‏                  |       |       |        |        |
| رائية             |       |       |       | ‎r‏     |                    |                    |       |       |        |        |

|       | أمامي | مركزي | خلفي |
| ----- | ----- | ----- | ---- |
| مغلق  | ‎i‏     |       | ‎u‏    |
| متوسط | ‎e‏     |       | ‎o‏    |
| مفتوح |       | ‎a‏     |      |

## نظام التهجئة
كانت اللغة الرومنية من الناحية التاريخية لغة غير مكتوبة؛ فمثلاً لم يتم تنظيم ووضع نظام التهجئة الخاص بالرومنية السلوفاكية حتى عام 1971.
الغالبية الساحقة من الأعمال المكتوبة بالرومنية سواء أكانت أكاديمية أم غير ذلك مكتوبة باستعمال نظام تهجئة مشتق من الكتابة اللاتينية.
كان هناك مقترحات لوضع أبجدية رومنية موحدة واعتماد شكل قياسي موحد للغة من خلال إما اختيار واحدة من اللهجات وجعلها الشكل القياسي أو عبر دمج عدة لهجات مع بعضها البعض لاعتماد شكل قياسي. ولكن باءت جميع هذه المقترحات بالفشل، وعلى العكس من هذا فقد اتجهت النزعة إلى نموذج جعلَ لكل لهجة نظام تهجئة كتابية قياسياً خاصاً بها. يتجلى النمط الأكثر شيوعاً بين متحدثي اللغة الأصلية في استخدام الكُتَّاب لنظام تهجئة مستمد من نظام الكتابة للغة التواصل الشائعة في بلادهم مثل ذلك الخاص باللغة المجرية في المجر واللغة الرومانية في رومانيا وهَلَُمَّ جرّاً. ويبدو أن النزعة الظاهرة حالياً تتجه نحو اعتماد نظام تهجئة مستمد بعض الشيء من التشيكية والإنجليزية كان قد طوره متحدثي اللغة الأصليين بصورة عفوية للاستخدام على الإنترنت وعبر رسائل البريد الإلكتروني.

## وصلات خارجية
- مشروع الرّوما في جامعة مانشستر، مجموعة من الأوراق البحثية حول اللغة الرومنية القابلة للتحميل ومجموعة من الروابط لوسائط رومنية (بالإنجليزية)
- فريدمان، فيكتور - لمحة عن قواعد اللغة الرومنية (بالإنجليزية)
- قائمة بالمفردات الرومنية الأساسية (بالإنجليزية)
- ويكيبيديا الرومنية (الصفحة الرئيسية)